# الانفجار النووي (شركة)
الانفجار النووي هي شركة تسجيل مستقلة [الإنجليزية] وموزع التسجيلات بالبريد مع شركات تابعة في ألمانيا والولايات المتحدة والبرازيل. تأسست علامة التسجيل في عام 1987 من قبل ماركوس ستايجر في ألمانيا. في الأصل كانت تُصدر تسجيلات هاردكور بانك، انتقلت الشركة إلى إطلاق ألبومات بواسطة فَرق ألحان ديث ميتال [الإنجليزية]، جريندكور [الإنجليزية] والميتال الصناعي [الإنجليزية] وباور ميتال وبلاك ميتال، فضلا عن ألبومات التعزية. كما أنها توزع وتشجع فرق موسيقي الهارد كور والميتال كور، تسجيلات شارب تون (SharpTone Records)، التي تركز على المشهد الأمريكي (يا انسة هل لي ان (Miss May I)، إيممور (Emmure)، أتيلا (Attila (metalcore band)))، و الإمبراطورية الناشئة (Arising Empire)، التي تركز بشكل أكبر على الفرق الأوروبية مثل الروائيون (Novelists)، و الوشيك (Imminence)، و موجة البرد (Cold Snap) و بينما تنام (While She Sleeps).

## روابط خارجية
- Nuclear Blast Europe